# Edna H. Fawcett
Edna Hague Fawcett (1879-1960) fue una botánica estadounidense, y especialista en fitopatología.

## Vida y carrera
En 1901, Edna obtuvo una licenciatura por la Smith College. A posteriori, fue contratada para una posición provisional como asistente en una escuela pública en Springfield, Massachusetts. Continuó sus estudios en Barnard College antes de tomar una posición en el Jardín Botánico de Nueva York. En 1906, fue contratada como personal de investigaciones de la Agencia de Vegetales Industriales en el Departamento de Agricultura de los Estados Unidos. En esa posición de técnico, Edna finalmente devino en fitopatóloga asistente en 1930.
Entre sus notables escritos están Stabilization of Boric Acid Buffers By Aeration; y, The Problem of Dilution in Colorimetric H-Ion Measurements, ambos escritos con S. F. Acree.